# Carl Anton Kock
Carl Anton Kock, född 28 november 1788 i Stockholm, död 6 september 1843 i Hedvig Eleonora församling, samma stad, var en svensk författare och ämbetsman.

## Biografi
Carl Anton Kock var son till krigsrådet Anton Fredrik Kock och Jeanette Ulrica Furubom. Han arbetade som protokollssekreterare och var titulär lagman. Kock utgav Samlade små versförsök (1828, ny upplaga 1832), och skrev även psalmer, bland annat nummer 202 i 1819 års psalmbok.

## Psalmer
- 1819 års psalmbok
  - 202. O Gud, som även räckt din hand